# Øystre Slidre
Øystre Slidre est une kommune de Norvège. Elle est située dans le comté d'Innlandet.